# Mathematical Bridge
Le Mathematical Bridge (ou pont des mathématiques) est un pont de bois qui enjambe la rivière Cam à Cambridge en Angleterre. Il relie les deux parties de Queens' College, qui sont séparées par cette rivière.

## Histoire
Le pont a été dessiné par William Etheridge mais construit par James Essex en 1749. Il a été reconstruit par deux fois, en 1866 et en 1905 mais a gardé la même silhouette.
Ce pont tient sa célébrité d'une légende qui court à Cambridge. On dit qu'il aurait été construit par Isaac Newton en personne sans utiliser aucun moyen de fixation tels que des vis ou des boulons.
Des étudiants curieux auraient décidé de le démonter mais n'auraient pas été capables de le reconstruire. Ils auraient alors été obligés d'utiliser les vis et les boulons que l'on trouve actuellement sur le pont.
Ceci est une légende puisque 22 ans séparent la construction du pont en 1749 de la mort de Newton en 1727. Mais la légende court encore et le Mathematical Bridge est toujours aussi fameux et fait sûrement partie des monuments les plus photographiés de Cambridge. 
En revanche la dénomination « mathématiques » vient du fait, qu' il était le premier pont conçu avec des lignes droites et avoir l'apparence d'une courbe. Aucune pièce de bois qui constitue le pont n'est de forme recourbée. En regardant le pont de loin, il a une apparence arc de cercle en dessous, mais il n'en est rien que des poutrelles longitudinales.